# Amfispora
Amfispora – specyficzny rodzaj zarodnika występujący u niektórych grzybów z rzędu rdzowców (Pucciniales). Pełnocyklowe rdzowce tworzą 5 rodzajów zarodników: spermacja, ecjospory, urediniospory, teliospory i sporydia. Niektóre gatunki jednak, np. Puccinia vexans, wytwarzają ciemne, grubościenne urediniospory zwane amfisporami. Różnią się budową i spełnianymi funkcjami od innych zarodników, i z tego powodu nazywane są szóstym typem zarodników tych grzybów.